# Longitudinal Recording
Longitudinal Recording (englisch longitudinal ‚längslaufend‘) oder Längsspuraufzeichnung, auch Longitudinal Magnetic Recording (LMR), ist eine Aufzeichnungstechnik bei magnetischen Datenträgern wie z. B. Festplatten, bei der die Abschnitte des Raumes, die jeweils für ein Bit magnetisiert werden, nicht senkrecht zur Rotationsrichtung des Datenträgers, sondern parallel dazu gelegt werden. Das Gegenstück zum Longitudinal Recording ist das Perpendicular Recording.
Das Prinzip des Longitudinal Recording entspricht der bekannten Aufzeichnung auf Tonband mit Hilfe eines Tonkopfes und wurde bis ca. 2005 bei sämtlichen Computer-Festplatten eingesetzt. Es wurde dann immer stärker durch das Perpendicular Recording verdrängt und ab ca. 2010 dann in diesem Segment komplett abgelöst.

Vergleich der Aufzeichnungstechniken „Longitudinal Recording“ (oben) und „Perpendicular Recording“ (unten)